# Richard Mayr

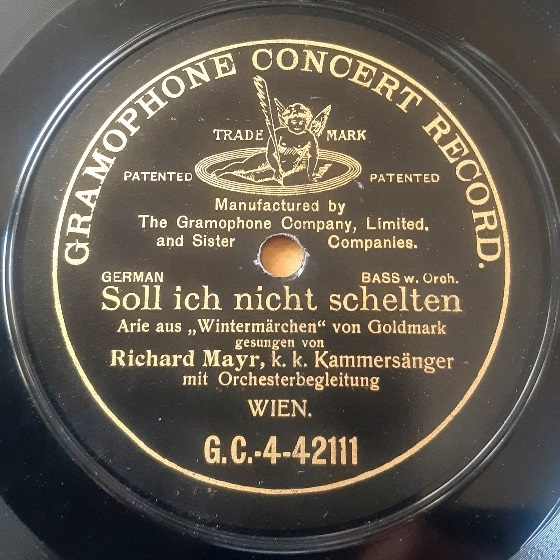
Schallplatte von Richard Mayr in einer Partie, die er bei der Uraufführung sang (Wien 1908)

Richard Mayr (* 18. Oktober 1877 in Salzburg; † 1. Dezember 1935 in Wien) war ein österreichischer Sänger (Bassist) der Klassischen Musik.

## Leben und Wirken

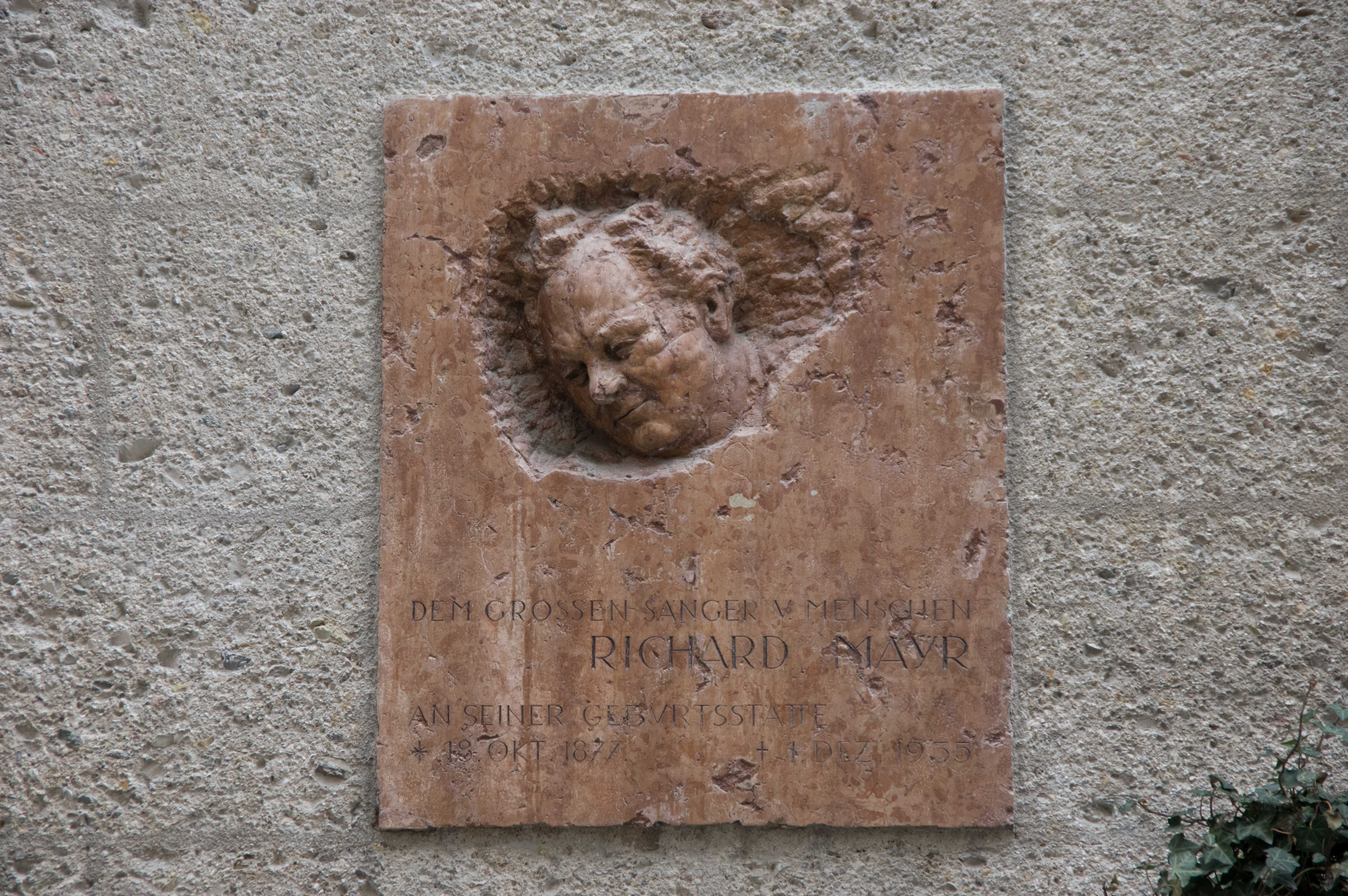
Gedenktafel an Mayrs Geburtshaus

Als Sohn eines Gastwirts in der Salzburger Bergstraße geboren, besuchte Mayr das Akademische Gymnasium in Salzburg, wo er Mitglied der Alldeutschen Gymnasialverbindung Rugia Salzburg wurde. Richard Mayr begann 1897 zunächst ein Studium der Medizin. Durch rege Teilnahme am geselligen Studentenleben, und nachdem er 1897 Mitglied in der Wiener Akademischen Burschenschaft Libertas geworden war, zeigte er bereits während des Studiums ein reges Interesse für künstlerische Veranstaltungen und klassischen Gesang. Bereits ein Jahr später, nach einem gefeierten ersten öffentlichen Auftritt in der „Bieroper“ „Dalibor und der Boehme“ von Franz Pawlikowski, entschloss sich Mayr, sein Medizinstudium aufzugeben und sich dem Gesang zu widmen. Er begann sein Gesangsstudium bei Johannes Ress in Wien und übernahm rasch die Bass-Partie in Beethovens Missa solemnis beim Bozener Männergesangverein. Der Geiger und Konzertmeister Karl Prill, selbst seit 1897 bei den Bayreuther Festspielen engagiert, hörte ihn in Wien in Antonín Dvořáks Requiem und empfahl ihn Cosima Wagner, die ihn sogleich engagierte. Im Winter 1901/02 setzte er sein Studium bei Julius Kniese in dessen Stimmbildungsschule in Bayreuth fort. Am 28. Juli 1902 hatte er seinen ersten Opernauftritt als „Hagen“ in Wagners Oper Götterdämmerung bei den Bayreuther Festspielen.

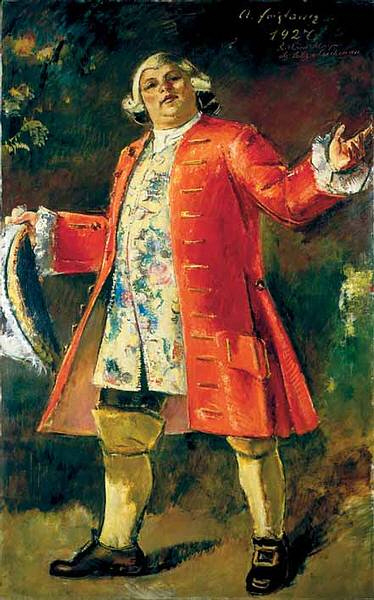
Anton Faistauer: Richard Mayr als Ochs auf Lerchenau

In den folgenden Jahren nahm seine Karriere nun einen steilen Verlauf. Noch im Jahr 1902 wurde er ans „k.k. Hof-Operntheater“, die heutige Wiener Staatsoper, verpflichtet, debütierte dort am 2. Oktober 1902 als Don Silva in Verdis Ernani und belegte bereits in seiner ersten Spielzeit 16 Opernrollen. Im Jahr 1905 ernannte man ihm zum Kammersänger. Mit der Rolle des Barons „Ochs auf Lerchenau“ in der Oper Der Rosenkavalier von Richard Strauss glänzte er an der Wiener Staatsoper (Wiener Erstaufführung am 8. April 1911) sowie später im Jahr 1924 an der Covent Garden Opera in London, welche zum Auftakt für seine internationale Karriere wurde. Zwischen 1906 und 1934 übernahm er mit nur wenigen Ausnahmen regelmäßige Engagements bei den Bayreuther und Salzburger Festspielen (so war er bereits 1922 in der ersten Opernaufführung der Festspiele als Leporello zu sehen) sowie zahlreiche Gastauftritte an verschiedenen renommierten europäischen Opernhäusern. Mit seinem Debüt in der Rolle des Goldschmieds „Veit Pogner“ aus Wagners Oper Die Meistersinger von Nürnberg begann Mayr am 2. November 1927 an der Metropolitan Opera in New York eine Serie von erfolgreichen Gastauftritten in den USA.
Am 23. September 1934 absolvierte er im Rahmen einer Teileröffnung der Großglockner Hochalpenstraße bis zum Fuscher Törl sowie der Edelweißstraße auf die Edelweißspitze einen sängerischen Außeneinsatz. Doch nur ein Jahr später trat er krankheitsbedingt in den Ruhestand und starb mit 58 Jahren am 1. Dezember 1935.
Richard Mayr war ein überaus engagierter Sänger. Von insgesamt 95 verschiedenen Opernrollen waren die Figuren des „Ochs auf Lerchenau“ mit 149, des Pogners mit 138, des „Landgrafen Hermann“ aus Wagners Tannhäuser mit 123 sowie des „König Marke“ aus Wagners Tristan und Isolde mit 101 Auftritten die von ihm am häufigsten verkörperten Rollen. Dabei stellte er seine Figuren mit einer ihm eigenen und neuartigen Charakteristik und einer psychologischen Tiefe dar, insbesondere dort, wo das Komödiantische mit dem Tragischen zu verknüpfen war.
Gemeinsam mit seinem Bruder, dem Kostümschneider Carl Mayr, pflegte er regen Kontakt zum Henndorfer Kreis, einem literarischen Künstlerkreis um Carl Zuckmayer in dessen Wohnort Henndorf am Wallersee bei Salzburg. Seine Nichte Maria Mayr heiratete den Brau- und Bauindustriellen Gustav Kapsreiter und machte sich als Kunstmäzenin einen Namen. Richard Mayr war verheiratet mit der Schauspielerin Berthe Marie Denk.
Richard Mayr wurde in der Familiengruft auf dem Salzburger Petersfriedhof beigesetzt. Sein umfangreicher Nachlass wurde je zur Hälfte an die Internationale Stiftung Mozarteum und an das Salzburger Museum Carolino-Augusteum übertragen.
Zahlreiche Schallplatten auf G&T (Wien 1904–05), Odeon (Wien 1907), Gramophone (Wien 1908–11), Grammophon (Berlin 1921 und 1924) Christschall (Salzburg 1931, hier vollständige Krönungsmesse und das Requiem von Mozart) und Electrola (Wien 1933, Auszüge aus dem "Rosenkavalier").

## Ehrungen

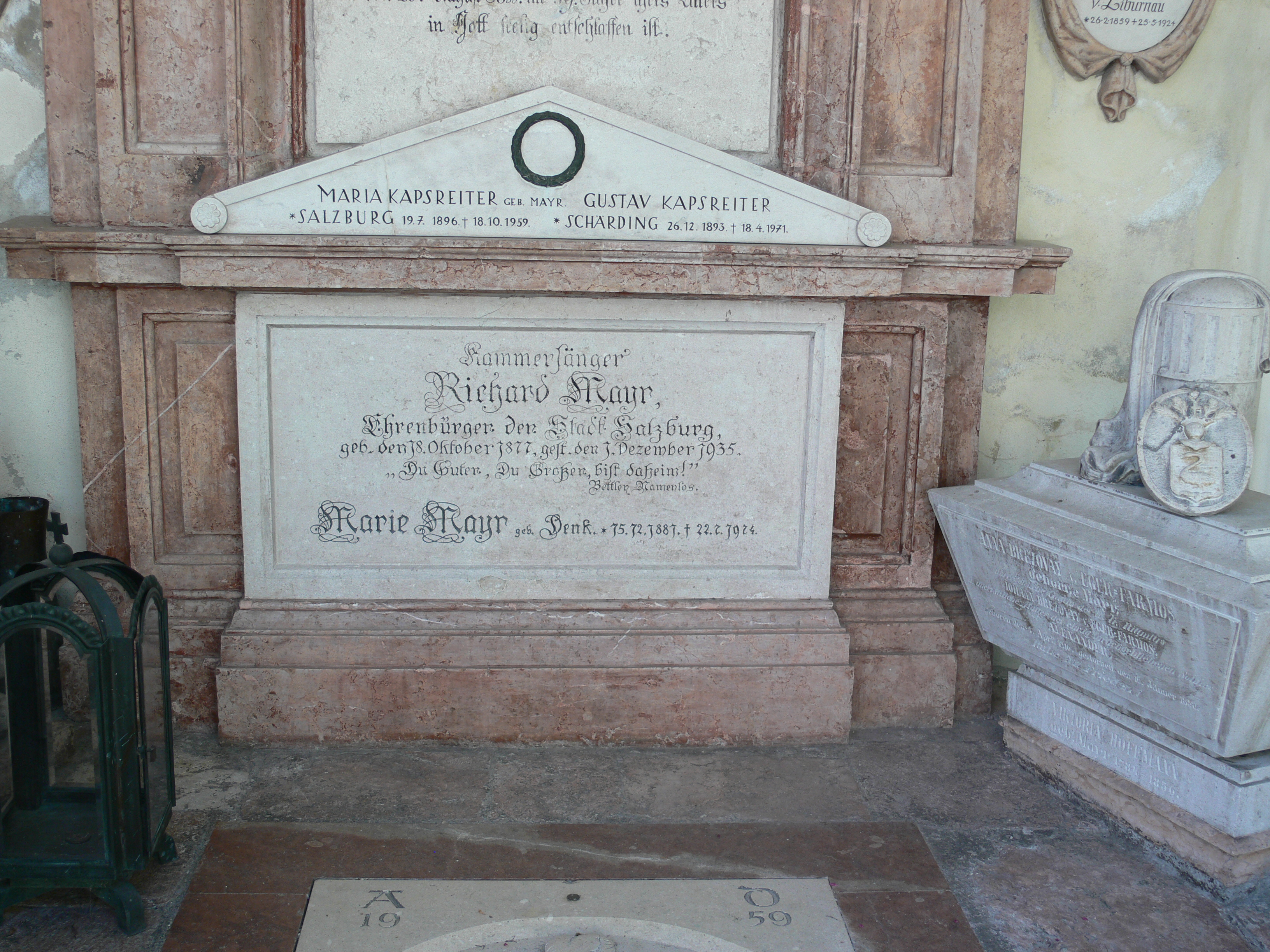
Familiengruft auf dem Petersfriedhof Salzburg mit Inschrift für Kammersänger Richard Mayr

Für seine Verdienste wurde Richard Mayr zum Ehrenmitglied der Staatsoper Wien (1926), der Internationalen Stiftung Mozarteum und des Wiener Akademischen Gesangvereins ernannt. Darüber hinaus erhielt er:
- Verleihung des Berufstitels Kammersänger (1905)
- die Ernennung zum Ehrenbürger der Stadt Salzburg (1927)
- das Silberne Ehrenzeichen für Verdienste um die Republik Österreich
- das Goldene Ehrenzeichen für Verdienste um die Republik Österreich
- die Ernennung zum Ritter der französischen Ehrenlegion (Chevalier de la Légion d’Honneur) (1928)
- den Ehrenring der Wiener Philharmoniker (1929)
- den Gustav-Vasa-Orden 1. Klasse (1929)
- das Komturkreuz des österreichischen Verdienstordens (1935)[7]

## Diskographie (Auswahl)
- Requiem, KV 626 Requiem; Mozart, Wolfgang Amadeus. – Aufnahme 1931; Neueinspielung bei Hamburg: Line Music, (Tonträger) [2008]
- Der Rosenkavalier; Strauss, Richard. – Abgekuerzte Aufnahme 1933 (mit Robert Heger und dem Wiener Philharmoniker, HMV); Neueinspielung Hamburg: Line Music, [2002]
- Kirchensonate KV 67; Mozart, Wolfgang Amadeus. Aufnahme 1931; Neueinspielung München: Orfeo, [1995]
- Lebendige Vergangenheit; Wien: Preiser; Aufnahme 1921–1924; Neueinspielung Laer: Fono-Schallplattengesellschaft, Vertrieb, [1995]
- Symphonie Nr. 9 d-moll op. 125; Beethoven, Ludwig van. – Aufnahme Februar 1935 (mit Felix Weingartner und dem Wiener Philharmoniker, Columbia). Wien: Preiser; Neueinspielung Laer: Fono-Schallplattengesellschaft, Vertrieb, [1995]
- Edition Wiener Staatsoper live 1933–1941 / Vol. 16. [1994]
- Edition Wiener Staatsoper live 1933–1941 / Vol. 15. [1994]
- Edition Wiener Staatsoper live 1933–1936 / Vol. 14. Clemens Krauss dirigiert Richard Wagner [1994]
- Edition Wiener Staatsoper live 1933–1936 / Vol. 1. [1994]